# Cuneo (Restaurant)

Der erste „Italiener“ Hamburgs (Bild von 1905)

Das Cuneo ist das erste italienische Restaurant in Hamburg.
Der Italiener Francesco Antonio Cuneo eröffnete sein Restaurant am 5. Mai 1905 auf St. Pauli in der Davidstraße 11, einer Seitenstraße der Reeperbahn. Es war das erste Speiselokal, das in Hamburg italienische Küche anbot. Neben dem Speisebetrieb war es zudem eine kleine Destille und Weinhandlung.

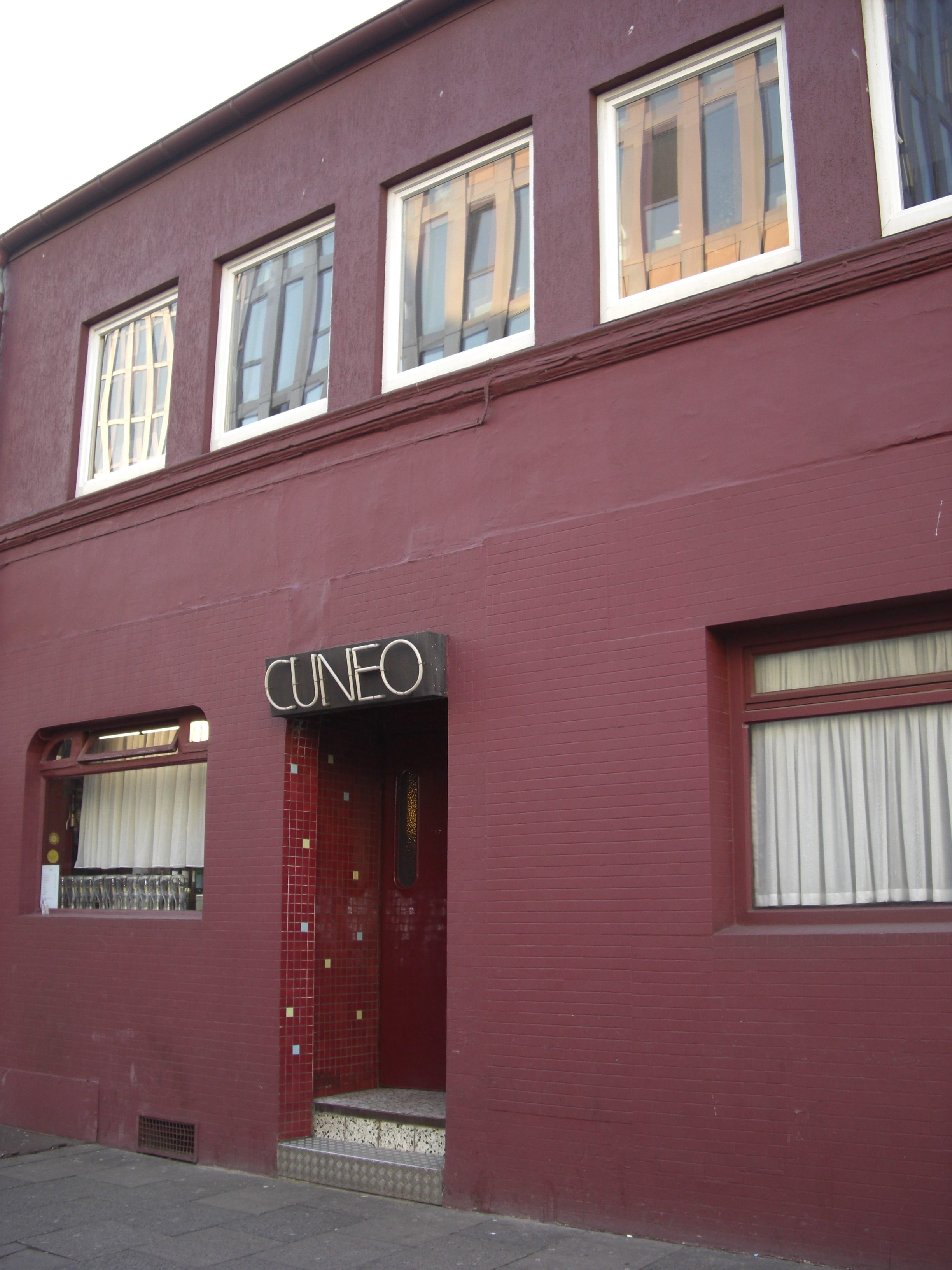
Das Cuneo im Februar 2008

Der Inhaber kam als Mitglied einer Gruppe von Straßenmusikern nach Hamburg und soll auch in dem Restaurant seiner Leidenschaft als Sänger nachgegangen sein. Anfang des 20. Jahrhunderts hatten sich nur wenige Nichtdeutsche in Hamburg niedergelassen. Für Hamburg wurde eine Quote von ca. 2,5 % Ausländern und speziell auf St. Pauli eine Quote von 3,4 % ermittelt. Daher war ein italienisches Restaurant eine Besonderheit und etwas exotisches. Die ersten Gäste waren aber weniger die Hamburger, sondern mehr die Gastarbeiter, die zum Beispiel am Bau des Alten Elbtunnels mitwirkten.
Francesco Antonio Cuneo leitete das Restaurant bis 1927 und übergab es an seinen Sohn Giovanni, der es bis 1960 weiterführte. Er leitete das Restaurant auch während des Nationalsozialismus und der Zeit der englischen Besatzungsmacht. Es war neben dem Kriegsalltag und dem Leiden der Nachkriegszeit zudem schwer, sich mit den jeweiligen Machthabern auseinanderzusetzen. Zu dieser Zeit waren die Gäste vor allem Seeleute aus den verschiedensten Ländern. Von 1960 bis 1963 übernahm für drei Jahre Mafalda Cuneo das Speiselokal.
Francesco Cuneo, der Enkel des Gründers, führt das Restaurant seit 1963 in dritter Generation weiter. Seit 2005 ist Franca Cuneo Mitglied der Geschäftsführung. Zu seinen Stammgästen und Freunden zählt unter anderem der Künstler Bruno Bruni. In den 1960er-Jahren stand das Restaurant kurz vor dem Aus. Es konnte aber mit der beliebter werdenden italienischen Kultur und Gastronomie in den 1970er-Jahren wieder erfolgreich wirtschaften. Neben der italienischen Küche macht sich das Restaurant in den 60er und 70er Jahren einen Namen wegen seiner politischen Solidaritätsbekenntnisse. Unter anderem wurde der damalige Kulturminister der sandinistischen Regierung Nicaraguas Ernesto Cardenal und der 1973 gestürzte Salvador Allende mit Kunstverkäufen unterstützt. Heute sind die Wände des Restaurants übersät mit Fotografien von ehemaligen berühmten Gästen und Kunstwerken.